# Ключ 51
| 干                     | 干          | 干          |
| ---------------------- | ----------- | ----------- |
| 50                     | 51          | 52          |
| Піньінь:               | gān         | gān         |
| Чжуїнь:                | ㄍㄢ        | ㄍㄢ        |
| Вейд-Джайлз:           | kan1        | kan1        |
| Ютпхін:                | gon1        | gon1        |
| Он:                    | かん kan    | かん kan    |
| Кун:                   | ほす hosu   | ほす hosu   |
| Кандзі:                | 干 hosu     | 干 hosu     |
| Хун:                   | 방패 banpae | 방패 banpae |
| Им:                    | 간 gan      | 간 gan      |
| Індекс у Вікісловнику: | 干          | 干          |

Ключ 51 — ієрогліфічний ключ, що означає сухий і є одним із 31 (загалом існує 214) ключа Кансі, що складаються з трьох рисок.
У Словнику Кансі 9 символів із 40 030 використовують цей ключ.

## Символи, що використовують ключ 51

Як писати ієрогліф.

| кількість рисок | ієрогліфи |
| --------------- | --------- |
| + 0             | 干        |
| + 2             | 平        |
| + 3             | 年 幵 并  |
| + 5             | 幷 幸     |
| +10             | 幹        |